# 清水眷村文化園區
清水眷村文化園區為臺灣臺中市清水區的一處文化園區，其原為日本海軍第六燃料廠新高支廠的宿舍群，國民政府遷台後在此設立空軍眷村「信義新村」，並在住戶遷出重新整修後成為「清水眷村文化園區」，提供眷村文化展示及藝文展演空間。

## 歷史
台灣日治時期1943年，日本海軍在高雄市設立第六燃料廠，並在新竹市設立「新竹支廠」及合成部，在台中州清水街設立「新高支廠」及化成部，而清水眷村文化園區所在即是日本海軍第六燃料廠新高支廠的宿舍區。
1949年國民政府遷台後，空軍發動機製造廠從貴州省大定縣遷往台灣台中清水時，即接收原設在清水的新高支廠與宿舍區，此宿舍區被改稱「信義新村」，原本既有的宿舍經修復改建後，逐漸形成了42戶的規模，而住戶多為服務於清泉崗空軍基地的發動機製造廠及降落傘修製廠員工。
2006年原清水新村住戶搬遷至附近的眷改大樓（果貿陽明新城）後便閒置；2012年經國防部列為「國軍老舊眷村文化保存區」，後經臺中市政府文化局整修後於2014年作為「清水眷村文化園區」開放，以保存眷村文化保存及提供工藝微型文創之空間，可由在地社團或藝術家申請進駐使用。
2019年臺中市文化局以「原清水信義新村」登錄為聚落建築群。2024年年底負責此區的空軍防空暨飛彈指揮部委託廠商執行列管眷地清除雜物作業時，因施工不慎造成具有文資身份的園內旅美物理學家朱經武故居建物損毀，主管機關台中文資處依文資法對國防部開罰新臺幣30萬元，並要求提報清理及修復計畫，最慢於2025年底動工修復。

## 其他
園區附近一帶為清水中社遺址的範圍，其於1997年首度被發現，為金屬器時代番仔園文化之代表性遺址。